# Jamides pseudosias
Jamides pseudosias is een vlinder uit de familie van de Lycaenidae. De wetenschappelijke naam van de soort is voor het eerst gepubliceerd in 1915 door Lionel Walter Rothschild.
De soort komt voor in Indonesië (Sulawesi en de Obi-eilanden).